# Селезньовка
Селезньо́вка (каз. Селезневка) — станційне селище у складі Алтайського району Східноказахстанської області Казахстану. Входить до складу Октябрської селищної адміністрації.
Населення — 81 особа (2021; 72 у 2009, 107 у 1999, 111 у 1989).
Національний склад станом на 1989 рік:
- казахи — 64 %
- росіяни — 33 %